# Antonyo Marest
Antonio Martínez Estevan, conocido profesionalmente como Antonyo Marest (Alicante, 17 de marzo de 1987), es un artista que desarrolla sus disciplinas dentro de la pintura, la escultura y el diseño. Por su conceptualidad, forma parte del movimiento conocido como nuevas expresiones del Arte Contemporáneo. Su tipología de obra, se desarrolla dentro de las líneas creativas del streetart, diseño, arquitectura, paisajismo, y arte digital. Al artista es reconocido internacionalmente. como representante de un lenguaje artístico de origen Mediterráneo y multicultural..

## Biografía
Antonyo Marest, es un artista internacional multidisciplinar graduado en arquitectura. Con un lenguaje artístico basado en el colorfield, el arte abstracto narrativo y la transmisión de energías y sentimientos a través de sus obras, encontramos en el Art Decò la mayor de sus referencias de estilo a la hora de representar un contenido creativo interior que, junto a una base contemporánea, sirve como nuevo generador de contenidos y contextos de un movimiento que cumplirá su centenario en esta década. Para entender el estilo artístico de Antonyo Marest, que va desde la escultura y la pintura, hasta el diseño, debemos considerar que, en su crecimiento como artista, hay elementos del entorno profundamente arraigados en los orígenes e inquietudes de su “yo” creativo. 
Haber crecido en una ciudad mediterránea de más de mil años, que ha sido también puerto de culturas y paisaje urbano incomparable transformado con la luz del sol durante el día, es algo que ha inspirado su creatividad y forma parte de su obra, siendo la luz y el tratamiento de la psicología del color dos de dus características más notables. 
Sus obras y diseños, incorporan una técnica innovadora, enriquecida por sus continuos viajes y estudios de los entornos de los países más importantes del mundo del Art Decò, en países como Francia, Marruecos, Estados Unidos, India, etc. Generadas por su originalidad, sus obras reciben un continuo reconocimiento internacional, y presentan a Antonyo Marest, como uno de los principales referentes en la introducción de nuevas tendencias dentro del arte urbano y nuevos formatos de expresión en el arte contemporáneo. 
Las obras de Marest se enriquecen con la incorporación de ilustraciones minimalistas de la fauna, reivindicando los compromisos vitales del ser humano y el cuidado del medio ambiente, solicitando la urgente protección de las especies en peligro de extinción, la inconmensurable belleza y gracia de la vida silvestre unidos a los compromisos de preservar toda vida. 
Las creaciones artísticas de Antonyo Marest, incorporan elementos en forma de hojas de manera sensual y dinámica se transforman en flores y palmeras que se utilizan como columnas y capiteles se colocan sobre elementos que simbolizan la fuerza, el equilibrio y el talento del virtuosismo. Una obra de arte con formatos y soportes transgresores que gozan de reputación mundial en varios formatos artísticos como el diseño de contenidos para grandes marcas que confían en el incomparable estilo de Antonyo Marest. Una forma de entender el arte, la arquitectura y el mundo en el que vivimos, plasmada en obras de arte que transponen al público la armonía, la belleza y la reflexión.

En 2014, tras su estudio de los espacios públicos, la sociedad, la cultura y el contexto de convivencia grupal como experiencia inmersiva, empieza a desarrollar una línea de investigación, experimentación y trabajo que le llevará a su pasión por las instalaciones.

En 2019, surgen sus primeras obras digitales. El estudio del formato, la interacción que ofrece la tecnología digital y la interesante idea de la portabilidad de la obra de arte, le lleva a desde entonces, realizar una continua producción de obras en formato digital. 

## Características de su obra
De su amor por la arquitectura y la construcción surge su predilección por la abstracción y la geometría a la hora de contar historias. Además de la figura geométrica como eje, es frecuente en su obra el uso de materiales reciclados o reutilizados, lo que le sirve a Marest como reflexión sobre la crisis económica y social en la que se encuentra la sociedad actual.
En las obras de Marest podemos observar abstracciones propias de la naturaleza, como la irradiación de haces de luz, ondas, fluidos, las nubes ondulantes que generan formas armónicas imposibles... Elementos que incorporan dinámicas de movimiento al destacado discurso cromático de su obra, donde el color es el protagonista y establece una conversación que va mucho más allá de la que se establece con el espectador: una conversación entre contenidos, formatos y color, una llamada a la reflexión entre lo abstracto y lo formal, y cómo, tras un elaborado estudio de color, la suma de ambos se abre al público en una forma limpia que permite ver el contenido de una obra en un formato brillantemente claro. 
La geometría y la abstracción se incorporan en sus obras, y sus inconfundibles y coloridos flamencos simbolizan alegorías a la libertad de la que todos los seres vivos deberían poder disfrutar. También, muestra la forma en que la multiculturalidad nos permite crecer y evolucionar de una forma profundamente positiva.    
Según los expertos su arte es una mezcla de expresionismo abstracto con trazados del arte pop e influenciado por el postgrafiti. Sus raíces se inspiran en el Grupo Memphis, movimiento que transformó los cánones del diseño industrial en los 80s y, también, en el arte abstracto de Kandinsky y el postmodernismo de Bofill. Con estas referencias, el artista ha sido capaz de generar un estilo propio basado en la textura, la geometría y la armonía lineal. Otra razones claves de su obra son las referencias al Bolidismo, un movimiento de diseño arquitectónico e industrial de gran influencia en los años 80, así como las influencias mediterráneas.

## Algunas obras singulares

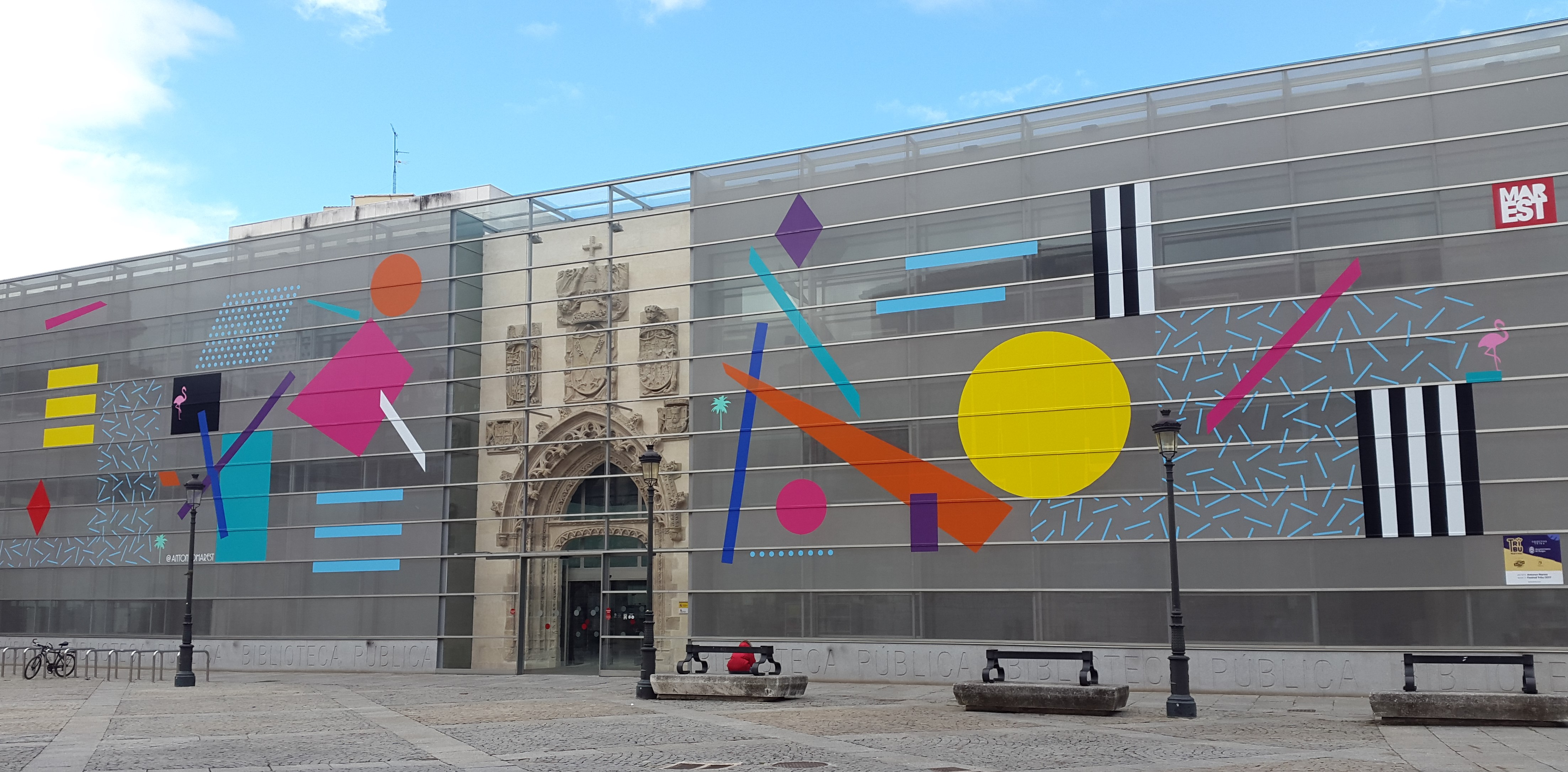
Fachada de la Biblioteca Pública de Burgos

- Mayami Existence. Entre finales de 2022 y principios de 2023, Antonyo Marest, ha realizado la mayor composición mural elaborada por un mismo artista en la historia de Miami. Sus obra coral, está compuesta por tres murales de gran formato (con un total de más de 10.000 metros cuadrados) y siete obras de menor formato. Su conjunto representa la transición entre el pasado y el futuro del icónico barrio de Wynwood en Miami, Florida, EEUU.
- El Mural de la Inclusión: Realizado en el patio del colegio público Tomás Bretón por Antonyo Marest y la colaboración de alumnos, con y sin discapacidad, de dicho colegio y del Colegio Afanias Las Victorias. El objetivo fue reivindicar el papel de la cultura en general, y del arte urbano en particular, como herramienta para avanzar hacia la inclusión social.[3]
- Parque de skate en Rabat: En abril de 2017 Antonyo Marest realizó este proyecto pintando 1800 m² de suelo en un parque de skate en Rabat (Marruecos), el mayor de África, durante el Jidar-Toiles de Rue Festival.[4]
- Patio interior del hotel ME Madrid: Cuatro murales de 60 m² cada uno que decoran el patio interior del hotel ME Madrid, en la plaza de Santa Ana. Piezas geométricas, estampados y colores que estimulan la imaginación del viajero en un juego lúdico y motivador.[5]
- Tropicalismo Andaluz: Mural en la Facultad de Bellas Artes de la Universidad de Sevilla. Realizado en 2017.[6]
- Fachada Biblioteca Pública del Estado de Burgos: Decoración de la fachada a ambos lados de la portada gótica de finales del siglo XV de Simón de Colonia. Realizada con vinilos adhesivos en 2017.[7]
- Plasencia: A finales de 2017 y de la mano del proyecto "Invasion Street Art" de la Concejalía de Juventud del Ayuntamiento de Plasencia.

## Selección de Exposiciones

### Street Art / Muralismo / Art interventions
- Little Habana, Miami, Florida, EEUU, 2023.
- Miami Design District,  Miami, Florida, EEUU, 2023.
- Mayami Existence, Miami, Florida, EEUU, 2022 - 2023.
- Digital mountain, Melchtal, Suiza, 2022.
- Digital tropical seed, Estavayer, Suiza., 2022.
- Sublimotion , Ibiza, España, 2022.
- Dancing in the Desert, Hotel Strat, Las Vegas, EEUU, 2022.
- UnderDogs, Lisboa, Portugal, 2022.
- Pizzateca , Pisa, Italia, 2022.
- Pit Viper, Salt Lake City, Utah, EEUU, 2022.
- Pangea Seed , Hawái, EEUU, 2022.
- Sede central de Amazon BCN 15, Barcelona, España, 2022.
- Deutsche Telekom, World Mobile Congress, Barcelona, España 2022.
- Hotel Benidorm Plaza, Benidorm, Alicante, España, 2022.
- Planta de oncología infantil, Hospital La Paz, Madrid, España, 2022.
- The Hug, Panamá, Panamá, 2021.
- Work Space Desing, London, UK, 2021.
- Villa Ayerim , Durham, North Carolina, EEUU, 2021
- Centro Cultural Español - Miami, 2019.
- Tropicana for Bacardi, Las Vegas, EEUU, 2021.
- LOL Resort, Albir, Alicante, España, 2021.
- European Union, Begin The Begining, Valencia, España, 2021.
- Olilegra, The HOOD - Lisbon 2019
- Villa Prosegur - Madrid 2019
- Sofitel, Room 81 - Gold Coast 2019
- Nine Nine - New York 2019
- Game Over - Los Angeles 2019
- Instituto Cervantes - New Delhi 2019
- Allegra Pavilion - Kolkata 2019
- L´amour - París 2019
- Enigma Arquitectura - Alicante 2019
- Vision Art Festival - Cransmontana 2019
- Super Sketch - Leeuwarden 2019
- Super Flamingo Car - Alicante 2019
- Villa des Arts - Casablanca 2019
- Moli Club - Javea 2019
- Metal Beach - Ontario 2019
- Paellas Festival - Alicante 2019
- Casa D´Acqua - Arcurgnano 2019
- Piazetta Allegra, Arcurgnano 2019
- Reunidos Saiper , Santander 2019
- “Basel House-Art Basel”, Miami 2018
- “Google Campus”, Madrid 2018
- “100% Desing Fair”, London 2018
- “UA Festival”, Alicante 2018
- “Saloni dil Mobile”, Milano 2018
- “Poliniza”, Valencia 2018
- “Villa Fenicottero”, Venecia 2018
- “Hotel Paradiso”, Ibiza 2018
- “The Brooklyn Coloring Book” NY 2018
- “Gmoma Festival”, Seoul 2018
- “Paracia Roof”, Seoul 2018
- “Producto Fresco DIMAD”, Madrid 2018
- “VICC 4ºedicion” , Vigo 2018
- “Summer Taste”, ME Mallorca 2018
- “Camper Navite”, Fuji mountain 2018
- “Festival Inminente”, Lisboa 2018
- “America Coopper”, NY 2018
- “Puam Museum”, Salem 2018
- “PBX Creativa”, Valladolid 2018[8]
- “Swatch City”, Madrid 2018
- “Msap”, Murcia 2018
- “Miami Clothings Trucks”, Miami 2018

### Exposiciones individuales
- “Sun Harbour” – Furiosa Gallery, Madrid, España, 2020
- “Galifornia” – Galería Luisa Pita – Santiago, España, 2020.
- “Vertisol x Antonyo Marest” – Vertisol Showroom, Madrid, España, 2020.
- “The Golden State” - 19 Karen Gallery , Gold Coast, Australia, 2019.
- “Trophic” - Paradiso Hotel , Ibiza, España, 2019.
- “Art D´Echo” - Villa Des Art, Casablanca 2019
- ”Never Ending Summer” - Underdogs Art Store Gallery, Lisboa 2018
- “Tropicalismo” -Art Madrid con Diwap Gallery, Madrid 2018

### Exposiciones colectivas
- “Paper Trail”– ABV Gallery. Atlanta, Georgia, EEUU, 2022.
- “Optical Ilusion”– Fumigee Gallery,.París, Francia, 2020.
- “Boudless Boundaries”– Stolen Space. Londres, UK, 2020.
- “RAWS X MAREST”. Berlín, Alemania, 2020.
- “VELA X MAREST”– Mistakermaker. Lisboa, Portugal, 2020.
- “Diario De Uma Morada” – Underdogs Gallery. Lisboa, Portugal, 2020.
- “TUMI X WATER FOR WATER PROJECT". París, France, 2020.
- “Urvanity Fair”– Happy Gallery. Madrid, España, 2020.
- “Threesome Group Show”– 19 Karen Gallery. Sídney, Australia, 2019.
- “New Start”– Happy Gallery. París, Francia, 2019.
- “Stroke Art Fair”– Mercedes Roldan Gallery. Múnich, Alemania, 2019.
- “Urvanity Fair” – Next Street Gallery. Madrid, España, 2019.
- “Trophyctopia” – Pulse Art Fair. Miami, EEUU, 2018.
- “Gold Coast”– 19 Karen Gallery. Sídney, Australia, 2018
- “Summer Show” – Plastic Murs. Valencia, España, 2018.
- “District 13 Art Fair” - Project 3963 Gallery. París, Francia, 2018.
- “Brava Exhibition”, Brava Gallery. Madrid, España, 2017.
- “Cien x Cien” The makers. Madrid 2016
- “Road to Mukono” Swinton & Grant Gallery. Madrid 2016
- “Dos” Swinton & Grant Gallery. Madrid 2016
- “Preludio” Opera Lounge Gallery. Barcelona 2016
- “Art Madrid 2016”. Madrid 2016
- “Versus” Antonyo Marest & Misterpiro. Madrid 2016
- “Estampa 23” PAC & Absolut. Madrid 2015
- “Art in motion” Mulafest. Madrid 2015
- “One shot hotels” One shot. Madrid 2015
- “Festival Incubate”. Valencia 2015
- “Market hall” Lekanto Studio. Madrid 2015
- “Hostelar” The Hat. Madrid 2015